# Batalla de Novara (1849)
La batalla de Novara o batalla de Bicocca (Bicoca es una ciudad de Novara) fue un enfrentamiento armado entre el Imperio austríaco y el Reino de Cerdeña, en el marco de la primera guerra de Independencia de Italia, a su vez relacionada con el proceso de unificación de Italia. Se produjo entre el 22 y el 23 de marzo de 1849 y supuso una fuerte derrota para el ejército sardo.

## Precedentes
Tras una serie de enfrentamientos previos entre ambas potencias, siete meses antes de esta guerra, se firmó un armisticio que no fue del todo satisfactorio, y Carlos Alberto de Cerdeña anunció el fin de la tregua el 12 de marzo de 1849. Tras esto, el ejército austríaco tomó la iniciativa en Lombardía. Bajo el mando del comandante Joseph Radetzky, las tropas de Austria tomaron la ciudad de Mortara.

## Conflicto
Este hecho llevó a una batalla entre ambos ejércitos en Novara, una ciudad a 45 kilómetros al este de Milán. En ella se enfrentaron nada menos que 70.000 tropas del Imperio austríaco frente a 85.000 del Reino de Cerdeña, que pese a ser superiores en número eran menos disciplinadas y no contaban con el apoyo de los pequeños estados italianos. Ambas formaciones se habían enfrentado el año anterior en la Batalla de Custoza.
El avance austríaco fue claro, que obligó a los sardos a retirarse a Borgomanero, al pie de los Alpes. Además, los austríacos tomaron Novara, Vercelli y Trino, de camino a la capital del Piamonte: Turín. El general austríaco Julius von Haynau sometió Brescia, tras lo cual Carlos Alberto abdicó en favor de su hijo Víctor Manuel II que posteriormente sería el primer rey de la Italia unificada.

## Consecuencias
El 9 de agosto se firmó un tratado de paz, en el que Piamonte fue forzada a pagar una indemnización de 65 millones de francos a Austria. La batalla ha calado hondo en la población local, que cada año hace una recreación histórica de la misma. Además, la fragata austríaca Novara, que dio la vuelta al mundo en una expedición científica entre 1857 y 1859, fue llamada así por la batalla.

## Literatura
Girolano Ulloa. Guerre de la Independence en 1848 et 1849. París, 1859.